# Dimmigt ängsmott
Dimmigt ängsmott (Udea nebulalis) är en fjärilsart som först beskrevs av Jacob Hübner 1796.  Dimmigt ängsmott ingår i släktet Udea, och familjen mott. Arten är reproducerande i Sverige.